# Antipapa Anacleto II
Anacleto II, nascido Pietro Pierleoni, (Roma, 1090 – Roma, 25 de Janeiro de 1138) foi um antipapa que reinou de 1131 até à sua morte, em cisma contra a eleição de Inocêncio II.

## Biografia
Pietro, de ascendência judaica, nasceu na poderosa família romana dos Pierleoni, filho do cônsul Pier Leoni. Como filho segundo e ambicioso, foi destinado à carreira eclesiástica. Estudou em Paris e entrou na abadia beneditina de Cluny. Mais tarde foi para Roma e desempenhou diversos cargos importantes. Em 1130 o Papa Honório II estava a morrer e Pierleoni estava determinado a suceder-lhe, mesmo que isso lhe custasse enormes subornos. Apesar do apoio dos habitantes e das famílias mais nobres da cidade, os inimigos políticos de Pierleoni contrariam-lhe os projetos e obrigaram o cardeal Gregorio Papareschi a candidatar-se. Este acabou por ser eleito como Papa Inocêncio II, mas a facção dos Pierleoni não aceitou o resultado e proclamou-o Anacleto II. Ambos os homens foram coroados papa a 23 de Fevereiro, começando assim o cisma.
Os papas permaneceram em Roma e Anacleto tentou granjear o apoio da população gastando enormes quantias em presentes e festas exuberantes. Os governantes da Europa, e em especial Lotário II, o imperador, apoiavam Inocêncio II, deixando Anacleto com poucos apoiantes poderosos. Os mais importantes destes últimos eram um duque, Guilherme X da Aquitânia, o qual decidira apoiar o antipapa contra o conselho dos seus próprios bispos e o influente Rogério II da Sicília, cujo título de "Rei da Sicília" Anacleto aprovara pouco depois de ascender ao trono papal.
Devido ao forte apoio de Rogério a Anacleto, Inocêncio viu-se forçado a deixar Roma e a ir viver em Pisa, enquanto Anacleto ocupava Roma. Bernardo de Claraval era o mais eloquente apoiante de Inocêncio e convenceu todos os apoiantes de Anacleto a passar para o lado de Inocêncio depois da morte daquele, o que pôs fim ao cisma, em 1138. Inocêncio pôde então regressar a Roma e governar sem oposição. O papa convocou rapidamente o II Concílio de Latrão em 1139 e reiterou os ensinamentos da Igreja contra a usura, o casamento dos clérigos, e outros problemas.
Muito embora a família Pierleoni tivesse declarado lealdade ao Papa, Giordano, irmão de Anacleto, tornou-se o líder da Comuna de Roma, opondo-se ativamente aos sucessores de Inocêncio na década seguinte.